# Клейн, Борис Гершович
Бори́с Ге́ршович (Григо́рьевич) Клейн (14 сентября 1918 — 20 мая 2009, Лонгмэдоу, Массачусетс, США) — известный советский архитектор.

## Биография
Родился 14 сентября 1918 года. 
Борис Клейн — участник Великой Отечественной войны. 
После демобилизации окончил архитектурный факультет ХИСИ (1947). Работал в институте «Харьковпроект». 
В послевоенный период принимал участие в реконструкции сада Шевченко. В 1961 году был архитектором реконструкции Ветеринарного института в Дворец Пионеров, а в 1961—1964 годах занимался реконструкцией Харьковского Драматического театра.
Награждён орденами и медалями СССР.

## Избранные постройки и проекты
- Здание ресторана «Кристалл» в саду Шевченко (1963)[3]
- Фонтан на центральной аллее сада (1967)[4]
- Второй корпус Института инженеров коммунального строительства (совм. с Г. В. Сихарулидзе, 1968)[4]
- Бывший Дом быта «Центральный» на Полтавском Шляхе (совм. с Э. В. Лебедевой и В. Л. Антоновым, 1972)[4]
- 16-этажный корпус гостиницы «Харьков» (совм. с Н. С. Фурмановой, 1976)[4]
- Бывший Дом Политпросвещения на Московском проспекте (совм. с А. В. Ткаченко и В. Г. Симонюком, 1979)[5].
- Учебно-лабораторный корпус института общественного питания на Клочковской (совм. с Н. С. Фурмановой, при участии арх. И. Е. Попова, 1979)[4]
- Ряд многоэтажных жилых домов и застройка микрорайонов № 247, 351.
- Отдельные памятники и мемориальные комплексы в районах Харьковской области.